# Wyocena (hrabstwo Columbia)
Wyocena – wieś w Stanach Zjednoczonych, w stanie Wisconsin, w hrabstwie Columbia.